# Neuroetologie

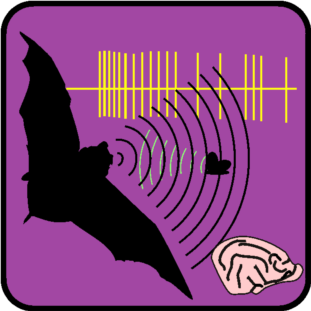
Jedním z modelových systémů v neuroetologii. je echolokace u netopýrů

Neuroetologie (občas také: behaviorální fyziologie) je odvětví biologie, které kombinuje metody behaviorálního výzkumu s metodami neurologie, neurobiologie a senzorické fyziologie. Mezi první představitele behaviorální fyziologie patřili Karl von Frisch a Erich von Holst.
Tato oblast zkoumá – dnes obvykle na úrovni jednotlivých buněk nebo co nejmenších buněčných skupin – mechanismy, kterými nervové systémy generují a řídí chování. Patří sem mimo jiné příjem podnětů z prostředí (například světlo, chemické signály, tlakové podněty), jejich přenos do centrálního nervového systému nebo podobných procesních center, jakož i všechny aspekty reakce na vnější podnět (například pohyby svalů, vokalizace, sekrece feromonů). Neuroetologie proto zkoumá detaily všech prvků „schématu zapojení“ chování, včetně „vstupu“ a „výstupu“.
Typickým příkladem takových studií je analýza chování humrů, kteří dokáží pod vodou cítit potenciální potravu (např. mrtvá zvířata) na značné vzdálenosti a slouží jako modelový organismus pro analýzu čichového vnímání (čichového chování). Ačkoli nervové buňky zodpovědné za čich u humrů jsou mnohem méně komplexně propojeny než u obratlovců, je málo známo o interakci buněk citlivých na podněty na jejich tykadlech a nohou, nervových buňkách vedoucích do mozku a přeměně smyslových vjemů na cílené pohyby.
Neuroetologové často dávají přednost bezobratlým před obratlovci jako experimentálním zvířatům, protože analýza senzorických funkcí často vyžaduje nejprve deaktivaci smyslových orgánů, tj. jejich amputaci. Experimenty na humrech nebo jiných korýších obecně vzbuzují menší kritiku než srovnatelné experimenty na myších nebo krysách. Existuje však trend směrem ke zkoumání neuroetologických otázek u obratlovců.
V roce 1981 byla v rámci NATO Advanced Study Institute Advances in Vertebrate Neuroethology založena International Society for Neuroethology (ISN) (česky: Mezinárodní společnost pro neuroetologii), kterou zorganizovali Jörg-Peter Ewert, David J. Ingle a Robert R. Capranica na Univerzitě v Kasselu. Jejím prvním prezidentem byl Theodore Holmes Bullock. První kongres ISN se konal v Tokiu v roce 1986.